# Seznam valencijských biskupů a arcibiskupů

Znak valencijské arcidiecéze

Tento seznam zahrnuje biskupy a arcibiskupy valencijské (arci)diecéze.

## Biskupové valencijští
První známý valencijský biskup je z první poloviny 6. století

### Vizigótské období (6. století – 711)
- Justinián (527–548)
- Celsino (c. 587–589)
- Ubiligisclo a Celsino současně (kolem roku 589)
- Eutropius Servitanus (konec 6. st.)
- Marino (610)
- Musitacio (633–c. 646)
- Anesio nebo Aniano (646 a 652)
- Félix (652?-656?)
- Suinterico (okolo 675)
- Hospital (okolo 681)
- Sarmata (okolo 682–688)
- Ubiticisclo (693)

### První muslimské období (711–1094)
- neznámý mozarabský metropolitní biskup (?-1094)

### Dobytí ValensieCidem(1094–1102)
- Jérôme de Périgord, (1094–1102)

### Druhé muslimské období (1102–1238)
není známo

### Po reconquistě Valencie dne 9. října 1238Jakubem Aragonským
- Ferrer de Pallarés (1240–1243)
- Arnaldo de Peralta (1243–1248)
- Andrés de Albalat, O.P. (1248–1276)
- Jazperto de Botonach (1276–1288)
- Ramón Despont, O.P. (1289–1312)
- Ramón de Gastón (1312–1348)
- Hugo de Fenollet (1348–1356)
- Vidal de Blanes (1356–1369)
- kardinál Jaime de Prades, vnuk krále Jakuba II. Aragonského a syn Petra Aragonského
- Hug de Llupià (1398–1427)
- kardinál Alfonso de Borja (1429–1455)
- kardinál Rodrigo de Borja (1455–1492)

## Arcibiskupové valencijští (od roku 1492)
- kardinál Rodrigo de Borja(1492)
- kardinál César Borja (1492–1498)
- kardinál Juan de Borja Llançol de Romaní mladší (1499–1500)
- kardinál Pedro Luis de Borja Llançol de Romaní (1500–1511)
- Alfonso de Aragón (1512–1520)
- kardinál Erhard von der Mark (1520–1538)
- Jiří Rakouský (1538–1544)
- Sv. Tomáš z Villanovy, O.S.A. (1544–1555)
- Francisco de Navarra (1556–1563)
- Acisclo de Moya y Contreras (1564)
- Martín Pérez de Ayala (1564–1566)
- kardinál Francisco de Mendoza y Bobadilla (1566, zemřel před převzetím úřadu)
- Fernando de Loazes (1567–1569)
- Sv. Juan de Ribera (1569–1611)
- Isidoro de Aliaga, O.P. (1612–1648)
- Pedro de Urbina y Montoya, O.F.M. (1649–1658)
- Martín López de Ontiveros (1659–1666)
- Ambrosio Ignacio Spínola y Guzmán (1667–1668)
- Luis Alfonso de los Cameros (1668–1676)
- Juan Tomás de Rocabertí, O.P. (1677–1699)
- Antonio Folch y Cardona, O.F.M. (1700–1724)
- Andrés de Orbe y Larreátegui (1725–1736)
- Andrés Mayoral Alonso de Mella (1738–1769)
- Tomás de Azpuru (1770–1772)
- Francisco Fabián y Fuero (1773–1794)
- kardinál Antonio Despuig y Dameto (1795)
- Juan Francisco Ximénez del Río (1796–1800)
- Joaquín Company Soler, O.F.M. (1800–1813)
- Veremundo Arias-Teixeiro y Rodríguez (1815–1824)
- Simón López García (1824–1831)
- Joaquín López Sicilia (1832–1848)
- Pablo García Abella (1848–1860)
- Mariano Barrio Fernández (1861–1876)
- Antolín Monescillo y Viso (1877–1892)
- Bl. kardinál Ciriaco María Sancha y Hervás (1892–1898)
- kardinál Sebastián Herrero y Espinosa de los Monteros (1898–1903)
- kardinál Victoriano Guisasola y Menéndez (1906–1914)
- Valeriano Menéndez-Conde Álvarez (1914–1916)
- José María Salvador y Barrera (1917–1919)
- kardinál Enrique Reig Casanova (1920–1923)
- Prudencio Melo y Alcalde (1923–1945)
- Marcelino Olaechea Loizaga, S.D.B. (1946–1966)
- José María García Lahiguera (1969–1978)
- Miguel Roca Cabanellas (1978–1992)
- kardinál Agustín García-Gasco y Vicente (1992–2009)
- Carlos Osoro Sierra (2009–2014)
- kardinál Antonio Cañizares Llovera (2014-2023)
- Enrique Benavent Vidal (2023-)